# ドロシー・クラーク
ドロシー・クラーク（Dorothy Clark, 1905年 - 没年不詳）は、アメリカ合衆国の女優、ダンサーである。本名オリーヴ・ラヴ・クラーク（Olive Love Clark）、女優時代の後半、ドロシー・ラヴ・クラーク（Dorothy Love Clark）と改名、のちにオリーヴ・クラーク・デイ（Olive Clark Day）と名乗る。

## 人物・来歴
1905年（明治38年）、メイン州ルイストンに生まれる。Internet Movie Databaseのバイオグラフィには、1902年（明治35年）ころの「地中海生まれ」と記述されている。母親は舞台女優のエセル・クラークである。母とともに演劇の旅をし、5歳のときに舞台に子役として上がっている。
1916年（大正5年）、ユニヴァーサル・フィルム・マニュファクチュアリング・カンパニー（現在のユニバーサル・ピクチャーズ）が同年に傘下に設立したブルーバード映画で、ロイド・B・カールトンが監督、ホバート・ボズワースが主演した映画『恨の短剣』に「ドロシー・クラーク」の名で出演し、ルシアという少女の役を演じているのがもっとも古い映画出演の記録である。同作は、同年3月19日に公開されている。ブルーバード映画では、同年10月23日に公開されたウィリアム・ウォーシントン監督の『死の舞踏』にも出演し、約10歳年長の女優ルース・ストンハウスの少女時代を演じ、主演している。いずれも日本でも公開されている。同年、ユニヴァーサル傘下のパワーズ・ピクチャー・プレイズでも、短篇コメディ Pie に主演、同年代の子役ジョージ・ハップと共演、同じくパワーズでは同年、ルール・ウォーレントン監督の短篇コメディ Us Kids に出演、子役のロイ・クラークやジョージ・ハップらと共演した。
1917年（大正6年）には、ユニヴァーサルを出て、芸名を「ドロシー・ラヴ・クラーク」と改め、ジャック・プラット監督の Who Knows?, 1918年（大正7年）にはレックス・イングラム監督の『虹晴の森』に出演している。以降の映画の出演記録は見当たらない。
その後、ソロダンサーとなり、ニューヨーク・ヒポドロームにも出演したが、足を故障し、母はメイン州ルイストンに彼女を送り、学校に通わせた。本名に戻ったオリーヴ・ラヴ・クラークは、間もなくルイストンを離れ、ボストンにいる母親のもとに現れ、「月曜日には学校に戻るから」と言って姿を消した。これは1922年（大正11年）3月、17歳、ハイスクール2年のときで、学校と地元のサークルが彼女を発見したときには、スター俳優のハーバート・ローリンソンによって人生を破滅させられた以外のなにものでもなかった、とボストンの新聞に報じられた。ローリンソンは、母エセルの友人であった。母は「ローリンソンは娘を誘惑して捨てた」と発言したと当時のボストンの新聞は報道し、翌月の4月には、オリーヴ・ラヴ・クラークはカール・エルムズという実業家と結婚するが、数日後、母が服毒自殺を企てる。母は数日のちに危篤状態を脱し、この結婚は無効となった。
満26歳となる1931年（昭和6年）3月7日、『ザ・ルイストン・デイリー・サン』紙（現在の『サン・ジャーナル』）が、ダンサーの「オリーヴ・クラーク・デイ」と名乗る元映画女優「ドロシー・ラヴ・クラーク」を、石油プロモーターのジョン・P・ミルズとともに、カリフォルニア州ロサンゼルス市ハリウッドで売春斡旋の容疑で逮捕されたと報じた。同紙によれば、オリーヴ・クラーク・デイが12-20歳の少女の名簿と男性の顧客リストを保管するため、友人に預けたところ、友人が自らの13歳の義妹の名を名簿に発見したことから、事件が発覚したという。このとき同紙は、17歳のときの事件についても詳細に言及した。
以降の消息は不明である。

## フィルモグラフィ
すべて出演作である。
- 『恨の短剣』 The Yaqui : 監督ロイド・B・カールトン、主演ホバート・ボズワース、1916年 - 出演・役 Lucia
- Pie : 監督不明、原作ユージン・インジ、脚本アレン・ワット、共演ジョージ・ハップ、1916年 - 主演
- 『死の舞踏』 Love Never Dies : 監督ウィリアム・ウォーシントン、共演ルース・ストンハウス、1916年 - 主演・役 Cecile, the Child
- Us Kids : 監督・脚本ルール・ウォーレントン、主演ロイ・クラーク、1916年
- Who Knows? : 監督ジャック・プラット、主演チャールズ・アーリング、1917年 - 「ドロシー・ラヴ・クラーク」名義で出演・役 Dawn Weaver
- 『虹晴の森』 Humdrum Brown : 監督レックス・イングラム、主演ヘンリー・B・ウォルソール、1918年 - 「ドロシー・ラヴ・クラーク」名義で出演・役 Grace Danforth

## 関連事項
- パット・パワーズ (実業家) （en:Pat Powers (businessman)）
- ニューヨーク・ヒポドローム （en:New York Hippodrome）
- サン・ジャーナル (ルイストン) （en:Sun Journal (Lewiston)）

## 註
1. 1 2 3 4 5 6 7 8 9 10 11  Dorothy Clark, Internet Movie Database （英語）, 2010年6月3日閲覧。
2. 1 2 3 4 5 6 7 8 9 10 11 12 13 14  Former Local Girl Charged With Part In A 'Love Market', The Lewiston Daily Sun, 1931年3月7日付第13面。
3. ↑  Ethel Clark, Internet Broadway Database （英語）, 2010年6月3日閲覧。
4. 1 2  The Yaqui - IMDb（英語）, 2010年6月3日閲覧。
5. ↑  Love Never Dies - IMDb（英語）, 2010年6月3日閲覧。
6. ↑  『ブルーバード映画の記録』 : 製作・著・発行山中十志雄・塚田嘉信、1984年4月、p.60-63.